# Mount Wycheproof
Mount Wycheproof er et bjerg i den lille by Wycheproof, Victoria, Australien, 42 m over det omgivende terræn og 147 meter over havets overflade, hvilket gør det til det mindste registrerede bjerg i verden. 
Byen Wycheproof ligger på bjergsiden, og et geologisk stof kendt som Wycheproofite er eksklusivt for lokalområdet.[kilde mangler]